# Юсуф Тамгач-хан
Юсуф Тамгач-хан (д/н — 1205) — 11-й каган Східнокараханідського ханства (в Кашгарі) у 1180—1205 роках. Повне ім'я Абу'л-Музаффар Юсуф ібн Мухаммад. Відомий також як Юсуф II.

## Життєпис
Походив з гасанідської гілки династії Караханідів. Син Мухаммада III, кагана Східнокараханідського ханства. Посів трон 1180 року. Спочатку продовжив політику попередника, зберігаючивірність Каракитайському ханству.
Втім послаблення каракитаїв призвело до наміру юсуфа здобути самостійність. Також він претендував на Західнокараханідське ханство, про що свідчить прийняття титулу тамгач-хан. Водночас встановив диплотичні відносини з Таян-ханом, правителем найманів. Більшу часу панування боровся з Ахмад Кадир-ханом, каганом в У;згені, намагаючись відновити єдність Східнокараханідської держави.
1204 року повстав проти влади гурхана Єлу Чжулху. Проте каракитайські війська завдали юсуфу поразки, захопили Кашгар. Новим каганом було поставлено його сина Мухаммада, проте той був номінальним правителем, оскільки перебував при дворі гурхана в Баласагуні.